# Cathédrale Saint-Nicolas de Ljubljana
Cette  cathédrale n’est pas la seule cathédrale Saint-Nicolas.
La cathédrale Saint-Nicolas (en slovène : Stolnica svetega Nikolaja) est une cathédrale située à Ljubljana, capitale de la Slovénie. Facilement identifiable dans la ville grâce à son dôme vert et ses deux tours jumelles, elle est localisée sur la place Vodnik (rive droite de la Ljubljanica) à proximité du Tromostovje (« Triple pont »).

## Historique

Plafond baroque de la cathédrale Saint-Nicolas par Giulio Quaglio.

Le site fut à l’origine occupé par une église d’architecture romane dont les premières mentions remontent à 1262. En 1361, un incendie causa sa reconstruction dans le style gothique. L’archidiocèse de Ljubljana arriva en 1461 et en 1469, un nouvel incendie supposé criminel causé par les Turcs de l’empire ottoman ravagea l'édifice à nouveau.
Entre 1701 et 1706, l’architecte jésuite Andrea Pozzo dessina une nouvelle église baroque possédant deux chapelles sur ses côtés pour dessiner une croix latine. Le dôme fut construit au centre en 1841. L’intérieur est garni de fresques baroques peintes par Giulio Quaglio durant les périodes 1703-1706 et 1721-1723.
Les autres décorations importantes comportent les anges de l’autel des frères Paolo et Giussepe Groppelli à droite de la nef (1711) et de Francesco Robba à gauche (1745-1750). Les fresques du dôme sont de Matevž Langus (1843-1844).

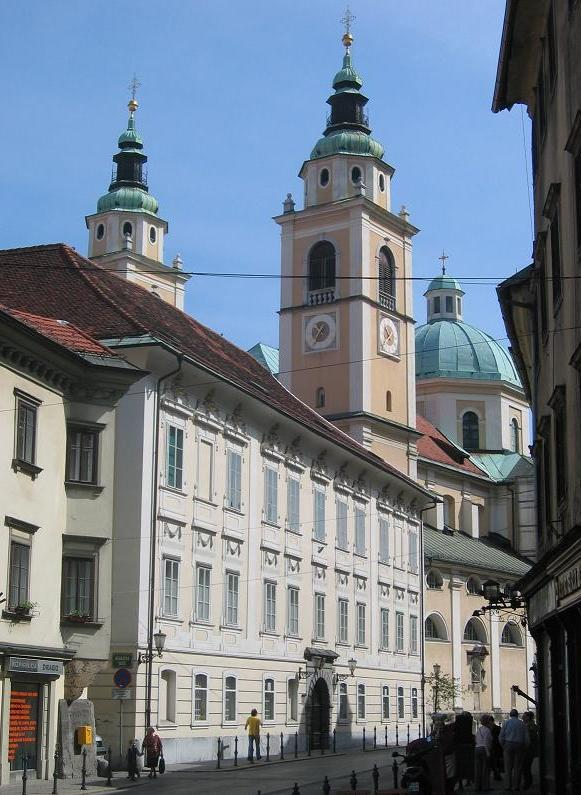
Cathédrale Saint-Nicolas.